# ぶっちぎり横浜銀蠅
『ぶっちぎり横浜銀蠅』（ぶっちぎりよこはまぎんばえ）は、1981年11月7日に東映配給により公開された横浜銀蝿のドキュメンタリー映画。製作：ユタカプロダクション。千葉真一主演の『冒険者カミカゼ -ADVENTURER KAMIKAZE-』との二本立てで全国東映系劇場で公開された。

## 概要
勉強はダメでも、ロックンロールで日本一になってやると1980年9月21日にプロデビューした横浜銀蝿は、そのツッパリスタイルが、落ちこぼれの中高生たちから圧倒的な支持を受けた。あっという間にヒットチャートを席巻し、プロデビュー一年目の1981年9月7日に日本武道館公演の快挙を成し遂げた。本作はその武道館公演までの彼らを追ったドキュメンタリーである。
製作クレジットのユタカプロダクションは、横浜銀蝿の所属事務所で、大坂英之は同社の社長。当時は音楽事務所や新興のレコード会社が映画制作に積極的で、アミューズやキティなど、続々映画制作に参入した時期だった。

## キャスト
- 横浜銀蝿
  - Johnny
  - 翔
  - 嵐
  - TAKU
- 紅麗威甦
- 嶋大輔[1]

## スタッフ
- 監督：村松保宗
- 製作：大坂英之
- 製作補：嵐ヨシユキ
- 撮影：内藤雅行
- 音楽：THE CRAZY RIDER 横浜銀蝿 ROLLING SPECIAL[2]
  - 主題歌：「横須賀Baby」（クレイジーライダーレコード、協力：嵐レコード）[2]
  - 挿入歌：紅麗威甦「翔んで17」[2]

## 同時上映
- 『冒険者カミカゼ -ADVENTURER KAMIKAZE-』[2][4][11][12][13]
  - 監督：鷹森立一
  - 主演：千葉真一